# فرانك شليك
فرانك شليك (بالفرنسية: Fränk Schleck)‏ مواليد 15 أبريل 1980 في لوكسمبورغ، هو دراج لوكسمبورغي في صنف سباق الدراجات على الطريق. شارك في دورة الألعاب الأولمبية الصيفية.

## سباقات أو مراحل فاز بها
- طواف فرنسا
- طواف سويسرا

## روابط خارجية
- فرانك شليك على موقع الاتحاد الدولي للدراجات (الإنجليزية)
- فرانك شليك على موقع أرشيف الدراجات (الإنجليزية)
- فرانك شليك على موقع إحصائيات الدراجات الإحترافية (الإنجليزية)
- فرانك شليك على موقع نسبة الدراجات (الإنجليزية)
- فرانك شليك على موقع CycleBase (الإنجليزية)
- فرانك شليك على موقع اللجنة الأولمبية الدولية (الإنجليزية)
- فرانك شليك على موقع أوليمبيديا (الإنجليزية)